# Nesið
Nesið este un oraș din Insulele Faroe.